# Cinthia Santibáñez
Cinthia Santibáñez (nacida el 13 de julio de 1973), músico, es la vocalista y principal letrista de la banda chilena Crisálida formada a fines de 1997 que toma elementos del rock, el Metal y la música progresiva y que ha grabado seis discos entre 1998 y 2015. Como líder de la banda ha participado abriendo conciertos de agrupaciones internacionales como Deep Purple, Asia (banda), The Gathering (banda), Anathema. y presentaciones en conjunto con el grupo de jazz-rock Fulano (banda) y la celebración de los 45 años de Quilapayún en Teatro Caupolicán.

## Biografía
Nacida en Antofagasta el 13 de julio de 1973. A los 10 años comenzó a participar del coro de su escuela y a participar en los distintos eventos musicales que se realizaban en la misma. A los 15 años ganó el segundo lugar en musicalización del poema “Amor Amor” de Gabriela Mistral en Antofagasta y a los 17 años obtuvo el primer lugar en el concurso de voz regional inter escolar.
A los 18 años ingresa al Conservatorio de Música de Antofagasta siendo seleccionada para formar parte del coro de la Orquesta Sinfónica de la ciudad como Soprano de coloratura girando y participando de todas las actividades de la orquesta desde el año 1991-1994 bajo la dirección de Celso Torres. 
El año 1992 obtiene el primer lugar en el concurso de bandas realizado por el programa juvenil Sábado Taquilla de TVN con su banda Panorama. 
El año 1995 viaja a Santiago para terminar sus estudios de Canto lírico en la Escuela Moderna de música.
El año 1997 forma junto al baterista Rodrigo Sánchez la banda de rock progresivo Crisálida en donde toma el rol como vocalista y letrista hasta el día de hoy.

## Raíces e influencias musicales
Aunque estudió canto lírico y participó con la Orquesta Sinfónica de Antofagasta durante varios años sus influencias principales van por el lado del rock con bandas como Iron Maiden, Queen, Helloween entre otras. En lo nacional Los Jaivas, Violeta Parra, Quilapayún, Fulano (banda) y sus cantantes favoritas: Lisa Gerrard (Dead Can Dance), Elizabeth Fraser (Cocteau Twins) 

## Discografía

### ConCrisálida
- 1998 - EP Contacto
- 2006 - LP Crisalida
- 2008 - LP Raco[6]
- 2012 - LP Solar[7]
- 2015 - LP Terra Ancestral Producido por Daniel Cardoso[8]
- 2024 - LP Niños Dioses

## Participación en Festivales
- 2007 Opening Show “The Gathering (banda)” Teatro Caupolicán  para la grabación del último video junto a Anneke van Giersbergen
- 2009 Openning Show “Deep Purple” en Club Hípico de Antofagasta
- 2009 I Festival de Antofagasta
- 2010 Opening Show “The Gathering” Teatro Caupolicán
- 2011 Opening Show “Asia (banda)” Teatro La Cúpula
- 2012 Invitados al show de los 45 años de Quilapayún interpretando una versión especial para el tema Alharaca[9] con ambas bandas en el escenario del Teatro Caupolicán.
- 2012 Opening Show “Stick Men” Teatro Nescafé de las Artes”
- 2012 Festival Día de la Música Parque San Miguel
- 2012 Celebración 15 años SCD Vespucio
- 2013 Festival Baja Prog - México
- 2013 Festival Lima Prog Fest - Perú
- 2013 Festival La Plata Prog – Argentina
- 2013 Festival Andes Prog I
- 2013 Festival Valprog I
- 2014 The Metal Fest Chile Movistar Arena
- 2014 Festival Día de la Música Parque La Granja
- 2014 Festival Andes Prog II
- 2014 Festival Valprog II
- 2015 Opening Show Anathema Teatro Caupolicán[4]
- 2015 Festival Summer Ink Valparaíso
- 2015 Opening Show Riverside (banda) Teatro Cariola
- 2015 Opening Show Therion Teatro Cariola
- 2016 Opening Show The Gentle Storm Teatro Cariola
- 2017 Festival Lollapalooza